# Сомов, Николай Николаевич (1866)
Никола́й Никола́евич Со́мов (23 марта 1866, Владимир — 22 июля 1934, Париж) — владимирский городской голова в 1905—1917 годах, член IV Государственной думы от Владимирской губернии.

## Биография
Православный. Из старинного купеческого рода. Домовладелец города Владимира.
Окончил Владимирское уездное училище. Купец 2-й гильдии, с 1891 года состоял помощником купеческого старосты.
В 1893 году был избран гласным Владимирской городской думы, через два года — членом городской управы, а в 1905 году — городским головой, в каковой должности состоял до 1917 года. Способствовал развитию народного образования и здравоохранения в городе, благодаря его стараниям было открыто 5-е приходское училище (1906), выстроены новые здания реального училища (1907) и городской бесплатной больницы (1906).
Помимо городской службы состоял членом, по избранию купеческого сообщества, общего присутствия Владимирской казенной палаты по промысловому налогу (1899—1907), членом учетного комитета Владимирского отделения Государственного банка (1900—1908) и почетным мировым судьей по Владимирскому уезду (1906—1909).
Кроме того, состоял постоянным членом Владимирского епархиального училищного совета, попечителем Владимирского городского начального училища имени А. С. Пушкина, членом попечительного совета Владимирской женской гимназии Л. М. Давыдовой, а также товарищем председателя Общества оказания помощи нуждающимся ученикам Владимирского реального училища.
В 1908 году был избран почётным гражданином Владимира за услуги, оказанные городу в деле народного образования и других отраслях городского хозяйства; во Владимирском реальном училище были учреждены две стипендии имени Сомова. Входил в правление Владимирского местного управления Красного Креста и Владимирское отделение Скобелевского комитета по оказанию помощи раненым воинам. Был членом Союза 17 октября.
В 1912 году был избран в члены Государственной думы от 1-го съезда городских избирателей Владимирской губернии. Входил во фракцию октябристов, после её раскола — в группу земцев-октябристов. Также входил в Прогрессивный блок. Состоял членом комиссий: по городским делам и о народном здравии.
С началом Первой мировой войны вошел в Главный комитет Всероссийского союза городов. 31 января 1917 года был вновь избран городским головой, но вскоре подал в отставку. После Февральской революции принял участие в организации Владимирского губернского временного исполнительного комитета, был назначен товарищем его председателя.
В годы Гражданской войны продолжал работать в комитете Союза городов вплоть до эвакуации в Константинополь. В 1921 году заведывал столовыми для русских беженцев в Константинополе. С 1922 года в эмиграции во Франции.
Умер в 1934 году в Париже. Похоронен на кладбище Сент-Женевьев-де-Буа. Был дважды женат.

## Награды
- Орден Святого Станислава 2-й степени